# ロベルト・レーマク (数学者)

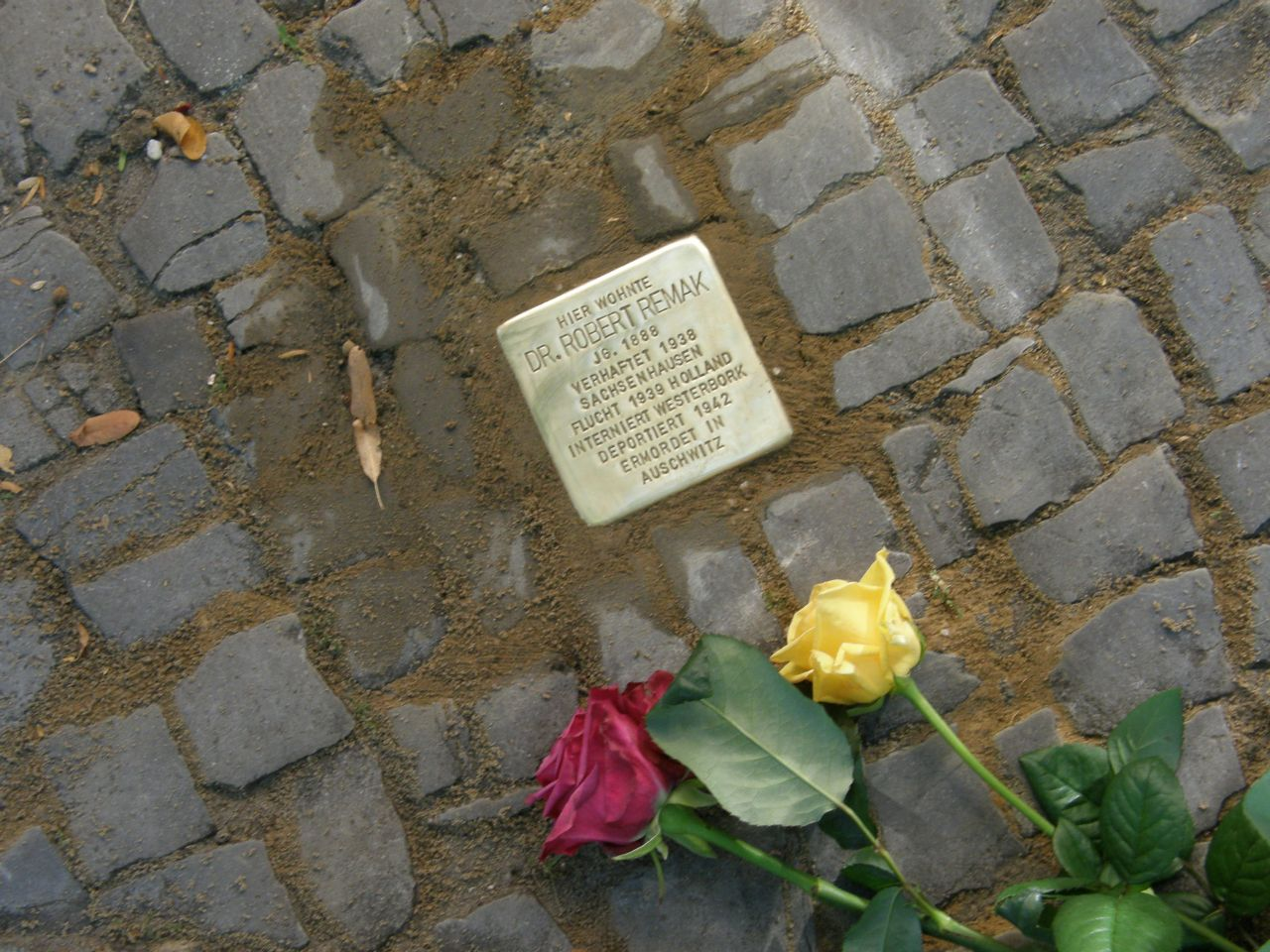
ロベルト・レーマク (数学者)

ロベルト・エーリヒ・レーマク（Robert Remak, 1888年2月14日 ベルリン - 1942年11月13日 アウシュヴィッツ）は、ドイツの数学者。ユダヤ系。レマクともいう。祖父ロベルト・レーマクは生理学者・神経病学者・ホロコースト犠牲者である。
ベルリン大学でフロベニウスのもとで学位を取得。代数学、トポロジー、代数的整数論、加群と有限群に関するクルル・レマク・シュミットの定理などに業績を残す。経済学への数学の応用にも関心があった。
1929年からベルリン大学で講師を務めていたが、33年にナチスが政権を取ると、ユダヤ系のため職を追われオランダに移住。だが42年にナチスがオランダを占領すると、逮捕されてアウシュビッツに送られ殺害された